# Rasp

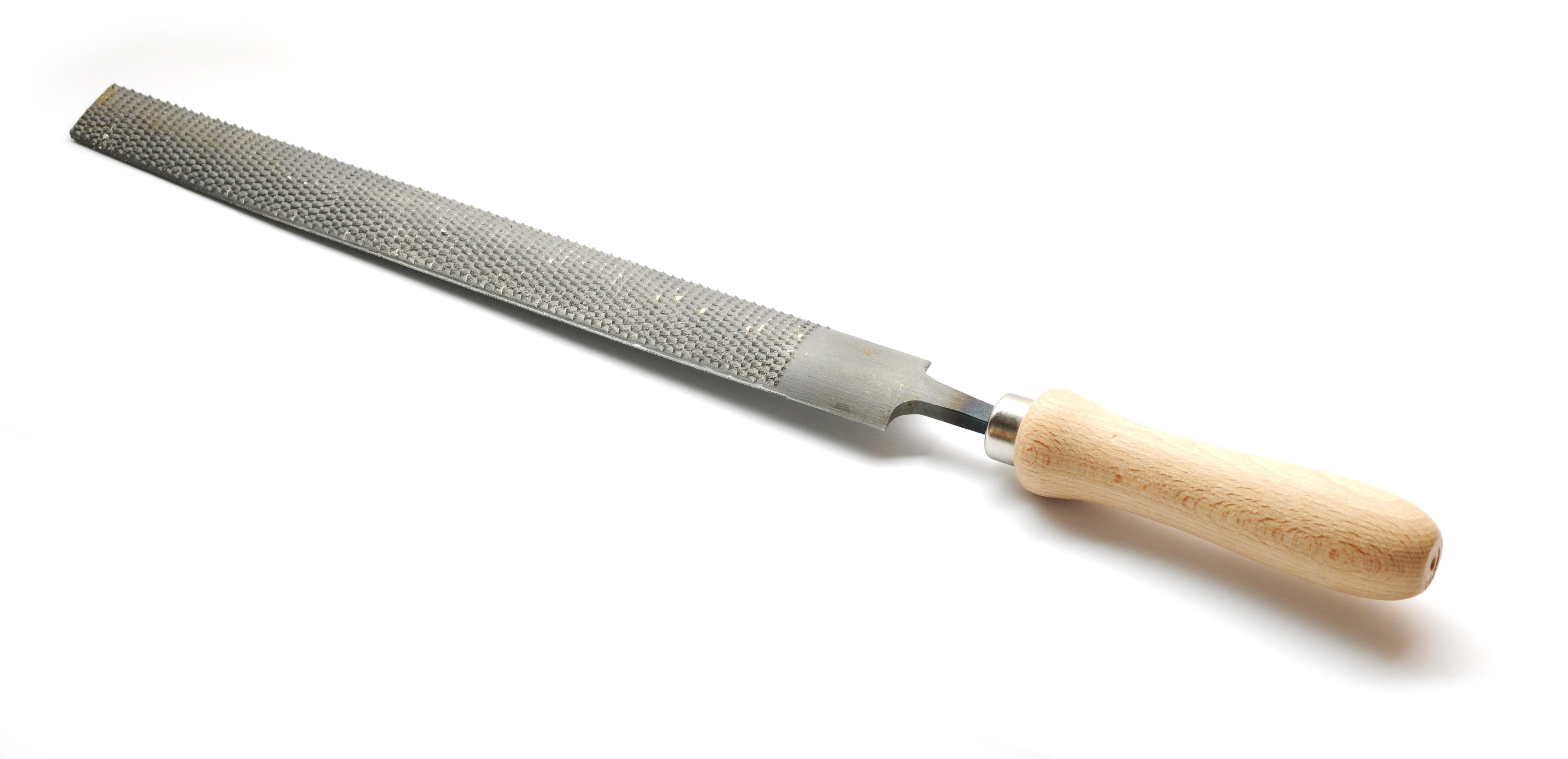
Een rasp voor houtbewerking

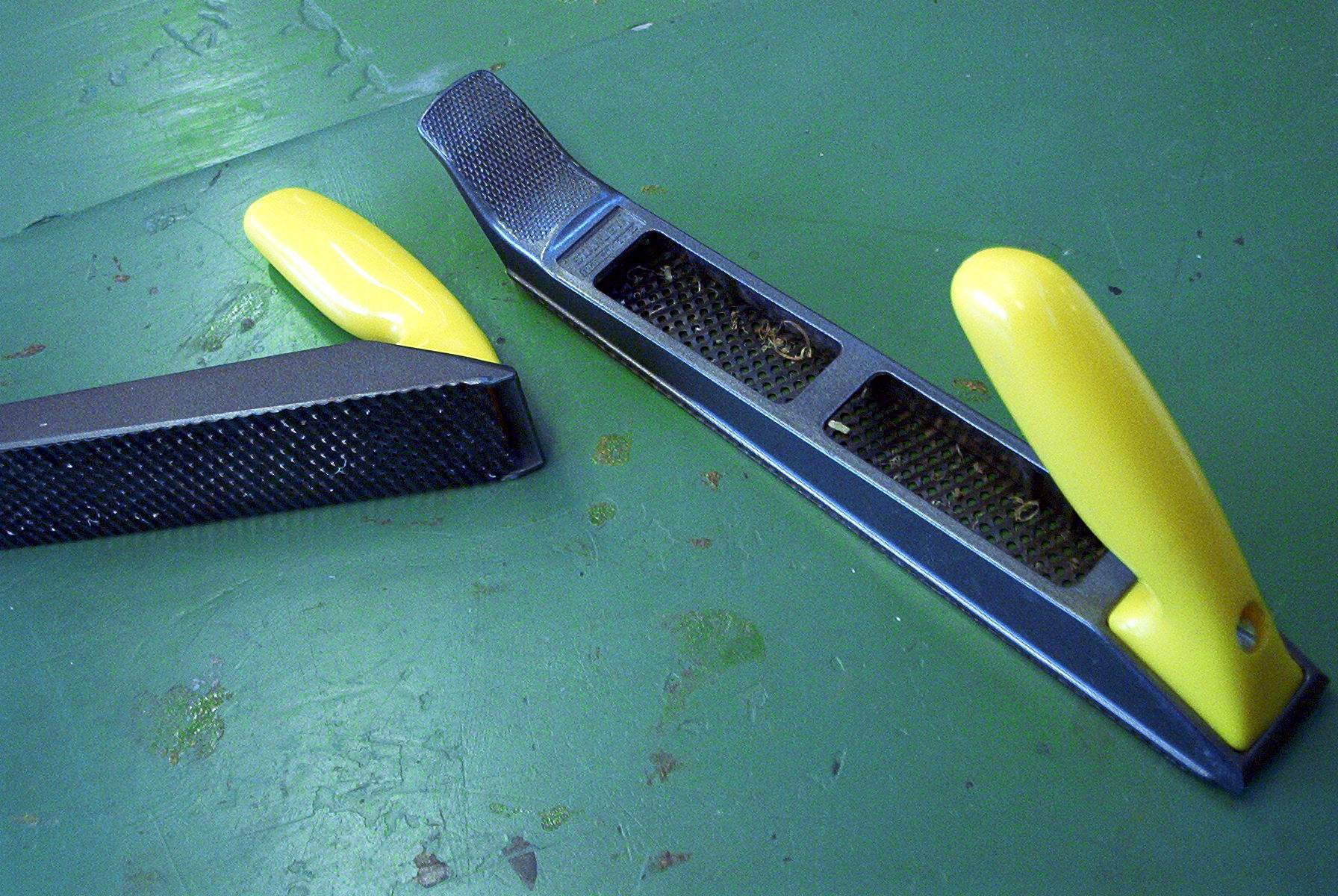
Een schaafrasp voor houtbewerking (Surform)

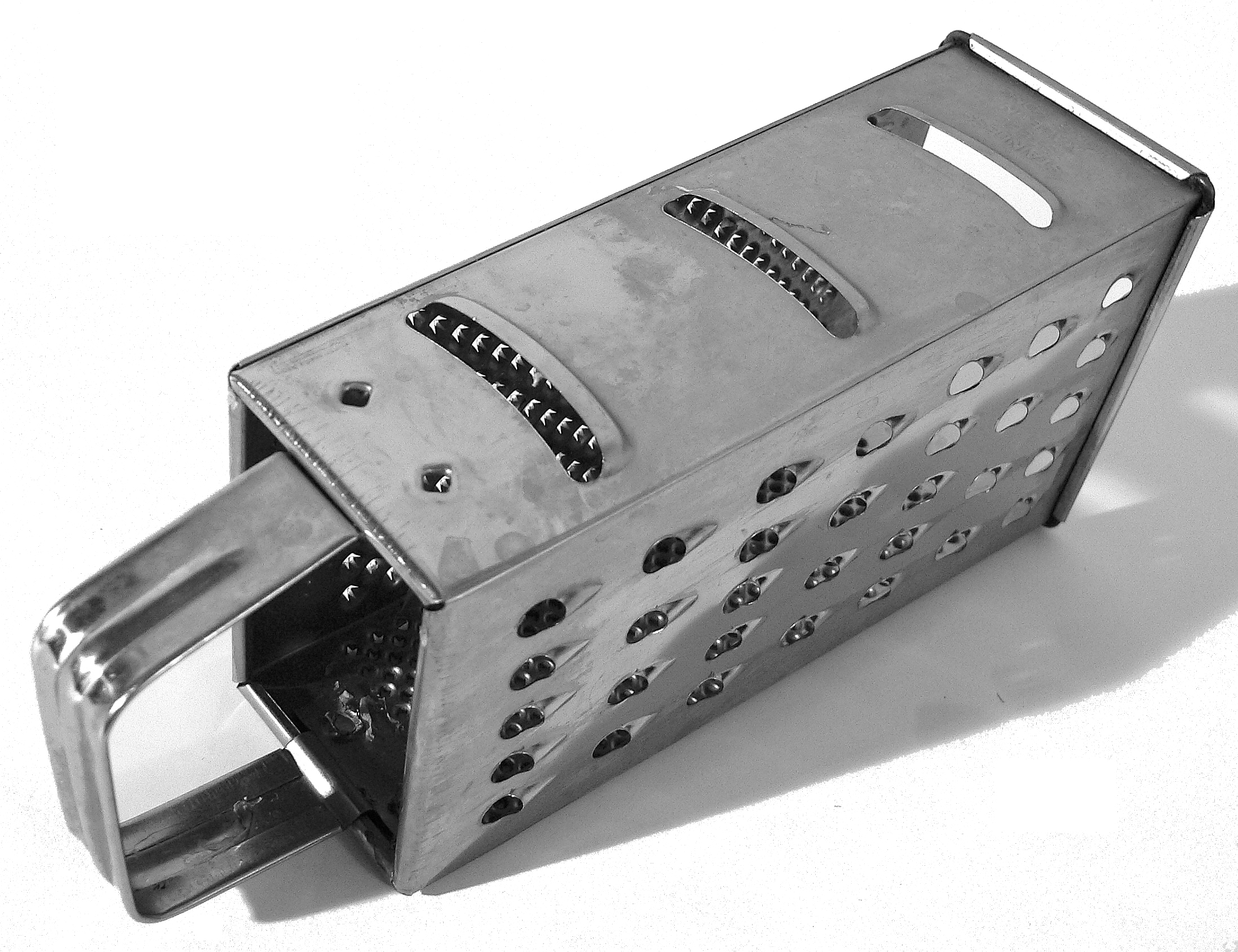
Een keukenrasp

Een rasp is een stuk handgereedschap voor houtbewerking dan wel een stuk keukengerei.

## Houtbewerking
Een rasp voor houtbewerking is een grofgetande vijl die wordt gebruikt om een teveel aan hout te verwijderen of een speciale vorm aan het hout te geven. Er zijn twee verschijningsvormen: een rasp met een handvat in de vorm van een steel, en een rasp in de vorm van een schaaf waarvan de bodem de rasp vormt.
Houtraspen worden ook wel gebruikt voor de bewerking van onder andere marmer, zachte kalksteensoorten, kunststoffen, gips, been en ivoor.

## Keuken
Ook in de keuken worden raspen gebruikt om etenswaren fijner te verdelen, b.v. kaas, wortels, appel of nootmuskaat.
De werking van de keukenrasp en de houtrasp is gelijk, maar het doel is meestal verschillend: waar bij de houtrasp het overblijvende stuk hout dikwijls het doel van de bewerking is, is bij de keukenrasp het verdeelde materiaal het doel.

## Rasphuis
Een Rasphuis was in de 17e en 18e eeuw een gevangenis voor jonge mannen. Deze moesten het hout van de brazielboom tot poeder raspen, dat gebruikt werd bij de productie van verf.